# Aeroportul Trepell
Aeroportul Trepell (IATA: TQP, ICAO: YTEE) este un aeroport din Queensland, Australia.
Situat la o altitudine de 269 m, aeroportul dispune de o singură pistă. Este operat de South32⁠(d).